# Chris Sgro
Christopher Michael Sgro là một chính khách và chiến lược gia chính trị người Mỹ nổi tiếng với công việc ủng hộ quyền LGBT ở North Carolina. Ông là cựu thành viên của Hạ viện North Carolina và cựu Giám đốc điều hành của Equality North Carolina. Năm 2017, Sgro trở thành Giám đốc truyền thông của Chiến dịch Nhân quyền, tổ chức quyền LGBT lớn nhất tại Hoa Kỳ.

## Tuổi thơ và sự nghiệp sớm
Một người gốc Jenkintown, Pennsylvania,
Sgro trước đây là giám đốc phát triển kinh tế cho Thượng nghị sĩ Hoa Kỳ Kay Hagan và là thành viên của đội ngũ thượng nghị sĩ, một vị trí mà ông đã giữ trong hơn bốn năm và đưa ông đến 97 trong số 100 quận của North Carolina. Trước đó, ông là một trong những nhân viên đầu tiên được Hagan thuê để làm việc trong chiến dịch Thượng viện Hoa Kỳ năm 2008 thành công của bà.
Trước khi làm việc với Hagan, Sgro đã làm việc tại trụ sở Washington, D.C. cho America Votes, một tổ chức 501 (c)4 nhằm điều phối và thúc đẩy các vấn đề tiến bộ, và CARE, một tổ chức chống đói nghèo quốc gia. Ngoài ra, Sgro còn quản lý chiến dịch Thượng viện N.C. Don Vaughanthành công trong năm 2008. Sgro cũng đã làm việc rất nhiều về nỗ lực chính thành công của Jamie Raskin để đánh bại vị tổng thống ủng hộ của Thượng viện bang Maryland vào năm 2006.
Sgro sống ở Greensboro, North Carolina và đã kết hôn với Ryan Butler. Sgro gặp chồng mình, trong một lớp tài liệu đồng tính nam và đồng tính nữ, trong khi đang học đại học tại Đại học Mỹ. Cặp đôi đã tổ chức lễ kết hôn tại Montreal, Quebec, Canada vào năm 2006, nhưng đã kết hôn hợp pháp tại North Carolina vào ngày 10 tháng 10 năm 2014, nơi họ là cặp đôi đồng giới thứ hai nhận được giấy phép kết hôn ở Hạt Guilford, North Carolina.